# Fallturm Bremen
Fallturm Bremen es la torre de caída libre del Centro de Tecnología Espacial Aplicada y Microgravedad (ZARM, por sus siglas en alemán) de la Universidad de Bremen, y está situada en Bremen, Alemania. 
Fue construida entre 1988 y 1990, y contiene un tubo de caída libre de 122 metros de altura (la distancia real de caída libre es de 110 metros). En dicho tubo se obtienen 4.74 segundos de ingravidez mediante la liberación de la cápsula de caída libre, o bien más de 9 segundos mediante el uso de una catapulta instalada en 2004. La torre entera está construida con hormigón armado y tiene 146 metros de altura.
El tubo de caída libre de 122 metros es independiente de la carcasa de hormigón, para evitar la transmisión de vibraciones inducidas por el viento, que de lo contrario podrían provocar que la cápsula hermética caiga golpeando las paredes del tubo. El tubo de caída se despresuriza antes de cada experimento de caída libre a una presión de aproximadamente 10 Pa (~1/10.000 atmósferas). La despresurización dura aproximadamente 1,5 horas.